# (8259) 1983 UG
(8259) 1983 UG (1983 UG, 1966 UD, 1992 HX6, 1993 TC29) — астероїд головного поясу.
Тіссеранів параметр щодо Юпітера — 3,586.